# Liste der Naturdenkmale in Ilsfeld
| Naturdenkmale | Anzahl |
| ------------- | ------ |
| FND           | 3      |
| END           | 2      |
| Gesamt        | 5      |

Die Liste der Naturdenkmale in Ilsfeld nennt die verordneten Naturdenkmale (ND) der im baden-württembergischen Landkreis Heilbronn liegenden Gemeinde Ilsfeld. In Ilsfeld gibt es insgesamt fünf als Naturdenkmal geschützte Objekte, davon drei flächenhafte Naturdenkmale (FND) und zwei Einzelgebilde-Naturdenkmale (END).
Stand: 31. Oktober 2016.

## Flächenhafte Naturdenkmale (FND)
| Name                       | Bild | Kennung     | Einzelheiten | Position | Fläche Hektar | Datum         |
| -------------------------- | ---- | ----------- | --- | -------- | ------------- | ------------- |
| Feuchtgebiet am Tiefenbach |      | 81250460004 | Ilsfeld Im Osten von Auenstein an der Ortsgrenze gelegenes Areal                                                                                              | ⊙        | 0,6           | 18. Juli 1986 |
| Feuchtgebiet „Bustadt“     |      | 81250460003 | Ilsfeld Teilstück Gruppenbach und östlich davon gelegenes Areal, sowie Wehr vor Unterquerung des Gruppenbachs der Autobahn A81 an der Ortsgrenze zu Auenstein | ⊙        | 0,7           | 18. Juli 1986 |
| Quellgebiet „Erlenbach“    |      | 81250460001 | Ilsfeld Feuchtgebiet an der Gemeindegrenze nördlich von Ilsfeld und westlich von Wüstenhausen gelegenes Areal                                                 | ⊙        | 1,5           | 18. Juli 1986 |
| Legende für Naturdenkmal   |      |             | |          |               |               |

## Einzelgebilde (END)
| Name                     | Bild | Kennung     | Einzelheiten                                                 | Position | Fläche Hektar | Datum         |
| ------------------------ | ---- | ----------- | ------------------------------------------------------------ | -------- | ------------- | ------------- |
| 1 Linde                  |      | 81250460005 | Ilsfeld Im Zentrum von Ilsfeld an/vor der Bartholomäuskirche | ⊙        | 0,0           | 18. Juli 1986 |
| 1 Mostbirnbaum           |      | 81250460002 | Ilsfeld Südöstlich am Ortsrand von Ilsfeld                   | ⊙        | 0,0           | 18. Juli 1986 |
| Legende für Naturdenkmal |      |             |                                                              |          |               |               |